# Aconophora marginata
Aconophora marginata är en insektsart som beskrevs av Walker. Aconophora marginata ingår i släktet Aconophora och familjen hornstritar. Inga underarter finns listade i Catalogue of Life.